# Almenêches
Almenêches – miejscowość i gmina we Francji, w regionie Normandia, w departamencie Orne.
Według danych na rok 1990 gminę zamieszkiwało 660 osób, a gęstość zaludnienia wynosiła 33 osoby/km² (wśród 1815 gmin Dolnej Normandii Almenêches plasuje się na 342. miejscu pod względem liczby ludności, natomiast pod względem powierzchni na miejscu 122.).